# Antoni Starczewski

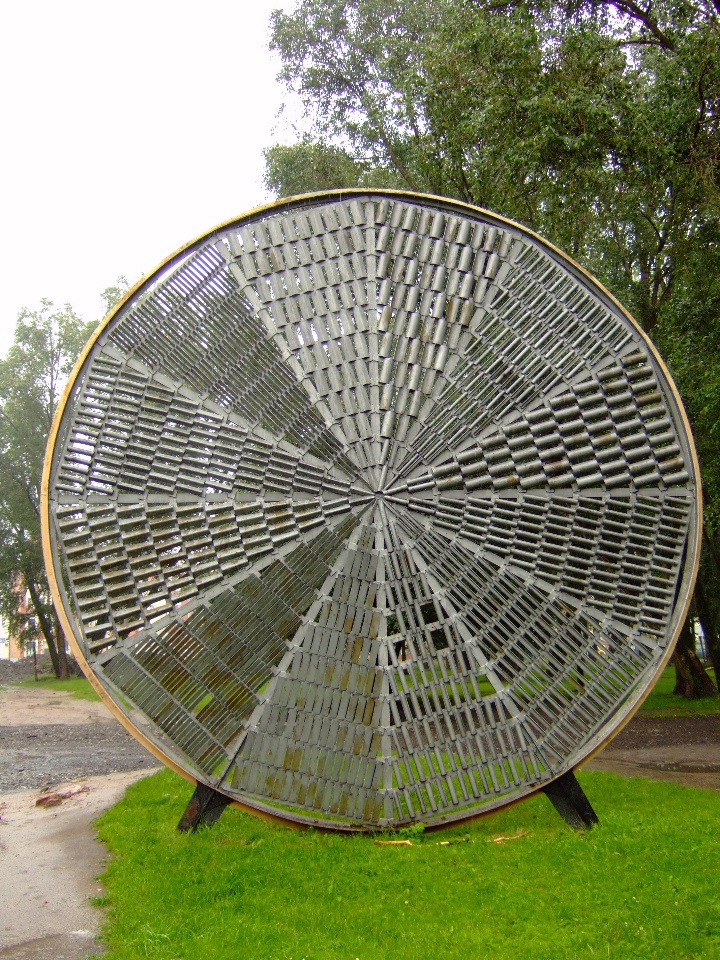
Sculptuur in Elbląg

Antoni Starczewski (Łódź, 3 mei 1924 – 2000) was een Poolse schilder en beeldhouwer.

## Leven en werk
Starczewski volgde een opleiding aan de kunstacademie Państwowa Wyższa Szkoła Sztuk Plastycznych (PWSSP) in Łódź, waar hij in 1951 afstudeerde. Hij was een leerling van de constructivistische in 1952 overleden schilder Władysław Strzemiński en een volgeling van diens unisme. Starczewski was actief als schilder, graficus, tekenaar, textiel- en installatiekunstenaar en hoogleraar aan de Akademia Sztuk Pięknych im. Władysława Strzemińskiego w Łodzi.
Zijn werk bevindt zich in de collectie van musea in Polen (onder andere het Muzeum Sztuki w Łodzi in Łódź en het Polish Sculpture Center in Orońsko) en elders (onder andere de Tate Gallery in Londen).